# Кеннард, Люк
Люк Дуглас Кеннард (англ. Luke Douglas Kennard; род. 24 июня 1996 года в Мидлтауне, штат Огайо, США) — американский профессиональный баскетболист, выступающий за клуб Национальной баскетбольной ассоциации «Атланта Хокс». На студенческом уровне в течение одного сезона выступал за «Университет Дьюка». На драфте НБА 2017 года был выбран «Пистонс» в первом раунде под общим 12-м номером. Играет на позиции атакующего защитника.

## Средняя школа
Кеннард учился в школе Франклина (Франклин, Огайо) близ Дейтона. Журнал «Parade» назвал его «Национальным игроком года». Также он был назван «Баскетболистом года штата Огайо». После окончания школы Кеннард был одним из самых востребованных новичков нации. Он окончил школьную карьеру со вторым по результативности результатом в истории штата Огайо. Далее Люк поступает в университет Дьюка и продолжает играть в баскетбол в колледже.

## Студенческая карьера
В первый год игры за колледж Кеннард набирает в среднем 11,8 очков, 3,6 подборов и 1,5 передачи за игру. Во время второго года в колледже Люк улучшает статистику до 19,5 очков, 5,1 подборов и 2,5 передачи за игру. Он лидирует в команде по проценту реализации как трёхочковых бросков (43.8%), так и штрафных бросков (85.6%). В этом же году Кеннард входит в первую сборную конференции атлантического побережья. В конце второго года колледжа Люк заявил, что отказывается от последующих двух лет колледжа и выставляет кандидатуру на драфт НБА 2017 года.

## НБА

### Детройт Пистонс (2017—2020)
22 июня 2017 года Кеннард был выбран на драфте НБА 2017 года в первом раунде под общим 12-м номером командой Детройт Пистонс.

### Лос-Анджелес Клипперс (2020—2023)
19 ноября 2020 года в результате трёхстороннего обмена оказался в «Лос-Анджелес Клипперс».

### Мемфис Гриззлис (2023—2025)
9 февраля 2023 года Кеннард был обменян в «Мемфис Гриззлис» в рамках сделки с участием «Хьюстон Рокетс». Через три дня он дебютировал в составе «Гриззлис», набрав четыре очка и два подбора против «Бостон Селтикс».
24 марта Кеннард набрал 30 очков, что стало для него самой результативной игрой за карьеру. Его десять забитых трехочковых бросков установили новый рекорд «Гриззлис» по количеству точных трехочковых бросков за игру, превзойдя предыдущую отметку (9), дважды установленную Майком Миллером и один раз Джареном Джексоном (младшим).
31 июля 2024 года Кеннард переподписал контракт с «Гриззлис».

### Атланта Хокс (2025—настоящее время)
8 июля 2025 года Кеннард подписал однолетний контракт на сумму 11 миллионов долларов с «Атланта Хокс».

## Статистика

### Статистика в НБА
| Сезон   | Команда  | Регулярный сезон | Регулярный сезон | Регулярный сезон | Регулярный сезон | Регулярный сезон | Регулярный сезон | Регулярный сезон | Регулярный сезон | Регулярный сезон | Регулярный сезон | Регулярный сезон | Серия плей-офф | Серия плей-офф | Серия плей-офф | Серия плей-офф | Серия плей-офф | Серия плей-офф | Серия плей-офф | Серия плей-офф | Серия плей-офф | Серия плей-офф | Серия плей-офф |
| Сезон   | Команда  | GP               | GS               | MPG              | FG%              | 3P%              | FT%              | RPG              | APG              | SPG              | BPG              | PPG              | GP             | GS             | MPG            | FG%            | 3P%            | FT%            | RPG            | APG            | SPG            | BPG            | PPG            |
| ------- | -------- | ---------------- | ---------------- | ---------------- | ---------------- | ---------------- | ---------------- | ---------------- | ---------------- | ---------------- | ---------------- | ---------------- | -------------- | -------------- | -------------- | -------------- | -------------- | -------------- | -------------- | -------------- | -------------- | -------------- | -------------- |
| 2017/18 | Детройт  | 73               | 9                | 20,0             | 44,3             | 41,5             | 85,5             | 2,4              | 1,7              | 0,6              | 0,2              | 7,6              | Не участвовал  | Не участвовал  | Не участвовал  | Не участвовал  | Не участвовал  | Не участвовал  | Не участвовал  | Не участвовал  | Не участвовал  | Не участвовал  | Не участвовал  |
| 2018/19 | Детройт  | 63               | 10               | 22,8             | 43,8             | 39,4             | 83,6             | 2,9              | 1,8              | 0,4              | 0,2              | 9,7              | 4              | 2              | 33,2           | 48,9           | 60,0           | 83,3           | 4,0            | 1,8            | 0,8            | 0,3            | 15,0           |
| 2019/20 | Детройт  | 28               | 25               | 32,9             | 44,2             | 39,9             | 89,3             | 3,5              | 4,1              | 0,4              | 0,2              | 15,8             | Не участвовал  | Не участвовал  | Не участвовал  | Не участвовал  | Не участвовал  | Не участвовал  | Не участвовал  | Не участвовал  | Не участвовал  | Не участвовал  | Не участвовал  |
| 2020/21 | Клипперс | 63               | 17               | 19,6             | 47,6             | 44,6             | 83,9             | 2,6              | 1,7              | 0,4              | 0,1              | 8,3              | 15             | 0              | 14,6           | 47,7           | 41,2           | 50,0           | 0,9            | 0,5            | 0,1            | 0,0            | 5,6            |
| 2021/22 | Клипперс | 70               | 13               | 27,4             | 44,9             | 44,9             | 89,6             | 3,3              | 2,1              | 0,6              | 0,1              | 11,9             | Не участвовал  | Не участвовал  | Не участвовал  | Не участвовал  | Не участвовал  | Не участвовал  | Не участвовал  | Не участвовал  | Не участвовал  | Не участвовал  | Не участвовал  |
| 2022/23 | Клипперс | 35               | 11               | 20,7             | 46,4             | 44,7             | 95,0             | 2,4              | 1,1              | 0,5              | 0,1              | 7,8              | Не участвовал  | Не участвовал  | Не участвовал  | Не участвовал  | Не участвовал  | Не участвовал  | Не участвовал  | Не участвовал  | Не участвовал  | Не участвовал  | Не участвовал  |
| 2022/23 | Мемфис   | 24               | 3                | 24,6             | 52,6             | 54,0             | 94,7             | 3,1              | 2,3              | 0,5              | 0,0              | 11,3             | 5              | 0              | 21,3           | 52,2           | 50,0           | 100,0          | 4,0            | 1,4            | 0,8            | 0,0            | 7,2            |
| 2023/24 | Мемфис   | 39               | 22               | 25,6             | 44,8             | 45,0             | 88,9             | 2,9              | 3,5              | 0,5              | 0,1              | 11,0             | Не участвовал  | Не участвовал  | Не участвовал  | Не участвовал  | Не участвовал  | Не участвовал  | Не участвовал  | Не участвовал  | Не участвовал  | Не участвовал  | Не участвовал  |
| 2024/25 | Мемфис   | 65               | 11               | 22,6             | 47,8             | 43,3             | 89,5             | 2,8              | 3,3              | 0,8              | 0,1              | 8,9              | 4              | 0              | 20,0           | 44,4           | 22,2           | -              | 3,5            | 2,0            | 1,0            | 0,3            | 4,5            |
|         | Всего    | 460              | 121              | 23,4             | 45,7             | 43,8             | 88,1             | 2,8              | 2,3              | 0,5              | 0,1              | 9,8              | 28             | 2              | 19,3           | 48,4           | 44,0           | 83,3           | 2,3            | 1,0            | 0,5            | 0,1            | 7,1            |

### Статистика в Джи-Лиге
| Сезон   | Команда            | Регулярный сезон | Регулярный сезон | Регулярный сезон | Регулярный сезон | Регулярный сезон | Регулярный сезон | Регулярный сезон | Регулярный сезон | Регулярный сезон | Регулярный сезон | Регулярный сезон | Серия плей-офф | Серия плей-офф | Серия плей-офф | Серия плей-офф | Серия плей-офф | Серия плей-офф | Серия плей-офф | Серия плей-офф | Серия плей-офф | Серия плей-офф | Серия плей-офф |
| Сезон   | Команда            | GP               | GS               | MPG              | FG%              | 3P%              | FT%              | RPG              | APG              | SPG              | BPG              | PPG              | GP             | GS             | MPG            | FG%            | 3P%            | FT%            | RPG            | APG            | SPG            | BPG            | PPG            |
| ------- | ------------------ | ---------------- | ---------------- | ---------------- | ---------------- | ---------------- | ---------------- | ---------------- | ---------------- | ---------------- | ---------------- | ---------------- | -------------- | -------------- | -------------- | -------------- | -------------- | -------------- | -------------- | -------------- | -------------- | -------------- | -------------- |
| 2017/18 | Гранд-Рапидс Драйв | 1                | 1                | 39,6             | 53,8             | 50,0             | 90,9             | 4,0              | 3,0              | 4,0              | 0,0              | 26,0             | Не участвовал  | Не участвовал  | Не участвовал  | Не участвовал  | Не участвовал  | Не участвовал  | Не участвовал  | Не участвовал  | Не участвовал  | Не участвовал  | Не участвовал  |
| 2018/19 | Гранд-Рапидс Драйв | 1                | 1                | 24,2             | 53,8             | 55,6             | 80,0             | 3,0              | 5,0              | 0,0              | 0,0              | 27,0             | Не участвовал  | Не участвовал  | Не участвовал  | Не участвовал  | Не участвовал  | Не участвовал  | Не участвовал  | Не участвовал  | Не участвовал  | Не участвовал  | Не участвовал  |
|         | Всего              | 2                | 2                | 31,9             | 53,8             | 53,8             | 85,7             | 3,5              | 4,0              | 2,0              | 0,0              | 26,5             | Не участвовал  | Не участвовал  | Не участвовал  | Не участвовал  | Не участвовал  | Не участвовал  | Не участвовал  | Не участвовал  | Не участвовал  | Не участвовал  | Не участвовал  |

### Статистика в NCAA
| Сезон   | Команда | Conf  | Class | GP | GS | MPG  | FG%  | 3P%  | FT%  | RPG | APG | SPG | BPG | PPG  |
| ------- | ------- | ----- | ----- | -- | -- | ---- | ---- | ---- | ---- | --- | --- | --- | --- | ---- |
| 2015/16 | Дьюк    | ACC   | FR    | 36 | 11 | 26,7 | 42,1 | 32,0 | 88,9 | 3,6 | 1,5 | 0,9 | 0,2 | 11,8 |
| 2016/17 | Дьюк    | ACC   | SO    | 37 | 36 | 35,5 | 48,9 | 43,8 | 85,6 | 5,1 | 2,5 | 0,8 | 0,4 | 19,5 |
| Всего   | Всего   | Всего | Всего | 73 | 47 | 31,2 | 46,1 | 38,3 | 86,7 | 4,3 | 2,0 | 0,9 | 0,3 | 15,7 |